# Deutscher Kongress für Orthopädie und Unfallchirurgie
Der Deutsche Kongress für Orthopädie und Unfallchirurgie (DKOU) ist mit über 11.000 Teilnehmern der bedeutendste Kongress des Faches in Deutschland und der größte in Europa. Er zählt neben den Jahrestagungen der amerikanischen und chinesischen Fachgesellschaften auch zu den größten Kongressen für Orthopäden und Unfallchirurgen weltweit.
Der Kongress wird von der Deutschen Gesellschaft für Orthopädie und Orthopädische Chirurgie (DGOOC), der Deutschen Gesellschaft für Unfallchirurgie (DGU), der Deutschen Gesellschaft für Orthopädie und Unfallchirurgie (DGOU) und dem Berufsverband für Orthopädie und Unfallchirurgie (BVOU) initiiert und findet jährlich im Herbst auf dem Messegelände in Berlin statt. Während des Kongresses werden zahlreiche wissenschaftliche Preise und Ehrungen verliehen. Seit 2010 sind auch Gastländer mit ihren Fachgesellschaften und einem vielfältigen Veranstaltungsangebot auf dem Kongress vertreten.

## Geschichte
Erstmals fanden im Jahr 2005 die 91. Tagung der Deutschen Gesellschaft für Orthopädie und Orthopädische Chirurgie e. V. (DGOOC), die 69. Jahrestagung der Deutschen Gesellschaft für Unfallchirurgie e. V. (DGU) und die 46. Tagung des Berufsverbandes der Fachärzte für Orthopädie e. V. (BVO) unter einem Dach als „1. Gemeinsamer Kongress Orthopädie – Unfallchirurgie“ statt. Unter diesem Dach fand im Jahr 2019 auch der 1. Kongress der Deutschen Gesellschaft für Orthopädie und Unfallchirurgie e. V. (DGOU) statt. Seit 2006 trägt die gemeinsame Jahrestagung den Titel „Deutscher Kongress für Orthopädie und Unfallchirurgie“ und fand bis 2012 im ICC und unter dem Funkturm in Berlin statt. Seit 2013 wird der DKOU auf dem Südgelände der Messe Berlin durchgeführt. Von Beginn an ist Intercongress GmbH als Veranstalter und Professional Congress Organizer verantwortlich.
Um den internationalen Austausch zu fördern, ist die Beteiligung von Gastländern seit 2010 ein fester Bestandteil des Kongresses. Bisherige Gastländer waren:
- 2010: Niederlande
- 2011: Ungarn
- 2012: Polen und Südamerika
- 2013: Österreich und Spanien
- 2014: Frankreich und Schweden
- 2015: Türkei

Anlässlich eines deutsch-chinesischen Symposiums beim DKOU 2013 unterzeichneten am 22. Oktober 2013 im Bundesministerium für Gesundheit namhafte Vertreter der deutschen und der chinesischen Fachgesellschaften und des Berufsverbandes die „Berlin Declaration“, die eine enge Zusammenarbeit auf dem Gebiet der Orthopädie und Unfallchirurgie zwischen China und Deutschland auch in Zukunft festigen soll.

## Themenschwerpunkte und Kongresspräsidenten
Der Kongress wird von den jeweiligen Präsidenten als Repräsentanten der Fachgesellschaften und ihren Organisationsteams gestaltet und unter ein Motto gestellt, das die jeweilige Schwerpunktsetzung zeigt.
|      | DGOOC               | DGU                   | BVOU                       | Motto                                    |
| ---- | ------------------- | --------------------- | -------------------------- | ---------------------------------------- |
| 2005 | Reiner Gradinger    | Wolf Mutschler        | Hermann Locher             | Fundamente setzen / Brücken bauen        |
| 2006 | Jochen Eulert       | Klaus-Michael Stürmer | Siegfried Götte            | Im Wettlauf mit der Zeit                 |
| 2007 | Joachim Hassenpflug | Kuno Weise            | Siegfried Götte            | Blick nach vorn Stillstand ist Rückstand |
| 2008 | Joachim Grifka      | Axel Ekkernkamp       | Siegfried Götte            | Gemeinsam die Zukunft gestalten          |
| 2009 | Klaus-Peter Günther | Hans Zwipp            | Siegfried Götte            | Mit Herausforderungen leben              |
| 2010 | Daniel Frank        | Norbert Südkamp       | Helmut Mälzer              | Sicherheit, Zuverlässigkeit, Innovation  |
| 2011 | Dieter Kohn         | Tim Pohlemann         | Karsten Dreinhöfer         | Grenzen überwinden. Ziele erreichen      |
| 2012 | Wolfram Mittelmeier | Christoph Josten      | Andreas Gassen             | Qualität, Ethik, Effizienz               |
| 2013 | Bernd Kladny        | Reinhard Hoffmann     | Karl-Dieter Heller         | Menschen bewegen – Erfolge erleben       |
| 2014 | Henning Windhagen   | Bertil Bouillon       | Johannes Flechtenmacher    | Wissen schafft Vertrauen                 |
| 2015 | Michael Nerlich     | Rüdiger Krauspe       | Hans-Jürgen Hesselschwerdt | Hinterm Horizont                         |
| 2016 | Heiko Reichel       | Florian Gebhard       | Manfred Neubert            | Zurück in die Zukunft                    |
| 2017 | Andrea Meurer       | Ingo Marzi            | Alexander Beck             | Bewegung ist Leben                       |
| 2018 | Werner E. Siebert   | Joachim Windolf       | Gerd Rauch                 | Wir sind O & U                           |
| 2019 | Carsten Perka       | Paul Alfred Grützner  | Thomas Möller              | Wissen braucht Werte                     |
| 2021 | Dieter Wirtz        | Michael Raschke       | Burkhard Lembeck           | Vereinte Vielfalt                        |
| 2022 | Andreas Halder      | Benedikt Friemert     | Wolfgang Willauschus       | Mit Begeisterung für unsere Patienten    |

## Kongressinhalte
Wissenschaft und Forschung, Politik und Gesellschaft sowie Fort- und Weiterbildung sind die drei tragenden Säulen des DKOU. Hierfür stehen den Teilnehmern unter anderem Kurse, Seminare, Abstract-Präsentationen und Expertenrunden zur Verfügung. An vier Tagen werden in ca. 250 Sitzungen ungefähr 1800 Vorträge präsentiert. Diese werden ergänzt durch die Präsentation von über 200 wissenschaftlichen Postern.
Ärzte können im Rahmen der Continuing Medical Education (CME) Fortbildungspunkte erwerben. Ausgewählte Vorträge werden teilweise live ins Internet übertragen. Alle Abstracts sind bei German Medical Science publiziert.
Der interdisziplinäre Austausch mit Vertretern der Pflegeberufe, der Rettungsdienste, der Physiotherapie und der Orthopädietechnik findet in gemeinsamen Sitzungen statt.
Auch die Sektionen, Arbeitsgemeinschaften und Arbeitskreise der drei beteiligten Fachgesellschaften erhalten am Spezialitätentag beim DKOU ein großes Forum zur Präsentation und Diskussion ihrer Aktivitäten.
Der Kongress bietet ein spezielles Programm für Studenten. Am „Tag der Studierenden“ soll bei der nachfolgenden Ärztegeneration das Interesse für das Fach Orthopädie und Unfallchirurgie geweckt und die Freude am Fach vermittelt werden. Das Reisestipendium deckt die Reise- und Übernachtungskosten ab.
Das Junge Forum der DGOU organisiert nicht nur den Tag der Studierenden, sondern ist im Rahmen des gesamten Kongresses aktiv beteiligt, um den Nachwuchs zu fördern.
Das Satellitenprogramm beinhaltet neben zahlreichen Workshops und Symposien auch einen Patiententag, der von der Deutschen-Rheuma-Liga zu jährlich wechselnden wichtigen Themen für Betroffene organisiert wird.
In einer etwa 6000 m² großen Fachausstellung stellen rund 250 Unternehmen Neuigkeiten aus Medizintechnik, Orthopädietechnik, Pharmazie und Dienstleistung vor. Abgerundet wird der Kongress durch vielfältige Kontaktmöglichkeiten bei Abendveranstaltungen und ein abwechslungsreiches Kulturangebot für Familienangehörige.